# Robin’s Wish
Robin’s Wish ist ein US-amerikanischer Dokumentarfilm aus dem Jahr 2020 unter der Regie von Tylor Norwood. Der Film gibt einen Einblick in das Leben und die letzten Tage von Robin Williams und zeigt, wie sich sein Kampf mit der diffusen Lewy-Körper-Demenz auf seine Schauspielkarriere auswirkte und mit zu seinem Tod durch Selbstmord führte. Der Film wurde von Ben Sinclair produziert und von der Ärztin und Journalistin Shoshana R. Ungerleider als ausführende Produzentin betreut und am 1. September 2020 digital und auf Abruf veröffentlicht.

## Hintergrund
Die Witwe von Robin Williams, Susan Schneider, wählte den Titel des Films und wandte sich an den Regisseur Tylor Norwood, um den Film zu drehen. Nach anfänglichem Widerstand sagte Norwood, er wolle den Menschen helfen, „den Schmerz zu verstehen, den [Williams] empfand, als ihm seine Talente und Fähigkeiten schnell entglitten“, und er hoffe, dass der Film „ein Unrecht wiedergutmacht, das ihm angetan wurde, und eine Wolke vertreibt, die zu Unrecht viel zu lange über seinem Vermächtnis gehangen hat“.
Zu den Interviewpartnern gehören Susan Schneider und Shawn Levy (der für die Filmreihe Nachts im Museum Regie führte) sowie John R. Montgomery und David E. Kelley, die beide mit Williams an der Fernsehserie The Crazy Ones gearbeitet haben.

## Rezeption
Auf Rotten Tomatoes hat der Film eine Zustimmungsrate von 90 %, basierend auf 58 Kritiken, mit einer durchschnittlichen Bewertung von 7.2/10. Der Konsens der Kritiker auf der Website lautet: „Robins Wish bietet einen emotionalen Blick auf das Ende eines plötzlich beendeten Lebens – und zollt dem brillanten Erbe, das er hinterlassen hat, herzlichen Tribut.“ Auf Metacritic hat der Film eine gewichtete Durchschnittsbewertung von 73 von 100 Punkten, basierend auf 13 Kritikern, was auf „allgemein positive Kritiken“ hinweist.
Frank Scheck von The Hollywood Reporter nannte den Film „eine bewegende Nachbetrachtung eines viel zu früh beendeten Lebens“ und schrieb: „Robin's Wish leidet bisweilen unter seinem Mangel an Objektivität. Die Witwe von Williams ist eindeutig die treibende Kraft des Projekts, da ein Großteil der Geschichte aus ihrer Sicht erzählt wird (seine Kinder kommen dagegen überhaupt nicht zu Wort). Nichtsdestotrotz erreicht der Film, der die Aussagen mehrerer medizinischer Experten einbezieht, sein bewundernswertes Ziel, Williams' Geschichte zu nutzen, um Licht in eine Krankheit zu bringen, die vielen Menschen bisher unbekannt war.“